# 폴란드 인민공화국 육군
폴란드 인민공화국 육군은 폴란드 인민군의 일부로써 폴란드 인민공화국의 육군이다.

## 개요
폴란드 인민공화국 육군은 바르샤바 조약 기구에서 소련 다음가는 규모를 자랑했다. 그러나 1980년 폴란드의 경제가 붕괴하자 군 전체가 정체에 빠졌고,1989년 공산정권이 무너지면서 폴란드 육군이 되었다.

## 조직
폴란드 인민공화국 육군은 포모르스크, 실롱스크, 바르샤바 이 세 군구 체계를 가졌다. 총원 30만여 명의 5개 전차사단, 8개 차량화 사단, 2개 공수사단의 15개 사단으로 구성되었다.
- 최고 사령부
  - 제6 '포모르스카'공중강습사단(크라쿠프)
  - 제7 '뤼지카'해상공격여단(그단스크,1986년 제7'뤼지카'해안방어여단으로 감축)
- 포메라니아 군구
  - 제8'드레츠덴스카'기계화보병사단
  - 제12'슈체친'기계화보병사단
  - 제15인민근위기계화보병사단
  - 제16'카슈브츠카'기갑사단
  - 제20'바르샤바'기갑사단
- 실레지아 군구
  - 제2'바르샤바스카'기계화보병사단
  - 제4'포모르스카'기계화보병사단
  - 제5'사스카'기갑사단
  - 제10'수데차'기갑사단
  - 제11'드레츠덴스카'기갑사단
- 바르샤바 군구(바르샤바,전시 64,700명의 병사들로 제4제병협동군 편성)
  - 제1'바르샤바스카'기계화보병사단
  - 제3'포모르스카'기계화보병사단
  - 제9기계화보병사단 그리고 4개 포병여단, 1개 독립 포병연대, 3개 독립 대전차여단, 1개 SA-4 지대공미사일여단, (SA-6, SA-8을 장비한)8개 방공연대, 4개 스커드 전술미사일대대가 각기 배속되어 보완했다.[1]

## 인원과 장비

### 징병제
폴란드 인민공화국의 1952년 헌법은 모든 시민이 국방의 의무를 수행해야 함을 규정하고 있다. 이는 군복무와 민방위, 준군사조직 복무로 수행되었다. 폴란드 병역법에 따르면 건장한 18-50세까지의 성인 남성(부사관과 장교는 60세까지)과 18-40세(부사관과 장교는 50세까지)의 여성은 병역의 의무를 수행해야 했다. 단 결격 사유인 병을 앓고 있거나, 8세 미만의 아동을 양육하는 여성은 제외되었다. 복무 기간은 통상적으로 24개월이었지만, 특수병과(미사일,통신,해군)은 36개월이었다. 전역 후에는 예비군으로 편입되고, 이들이 받는 군사훈련은 90일을 초과할 수 없었다.

### 장비

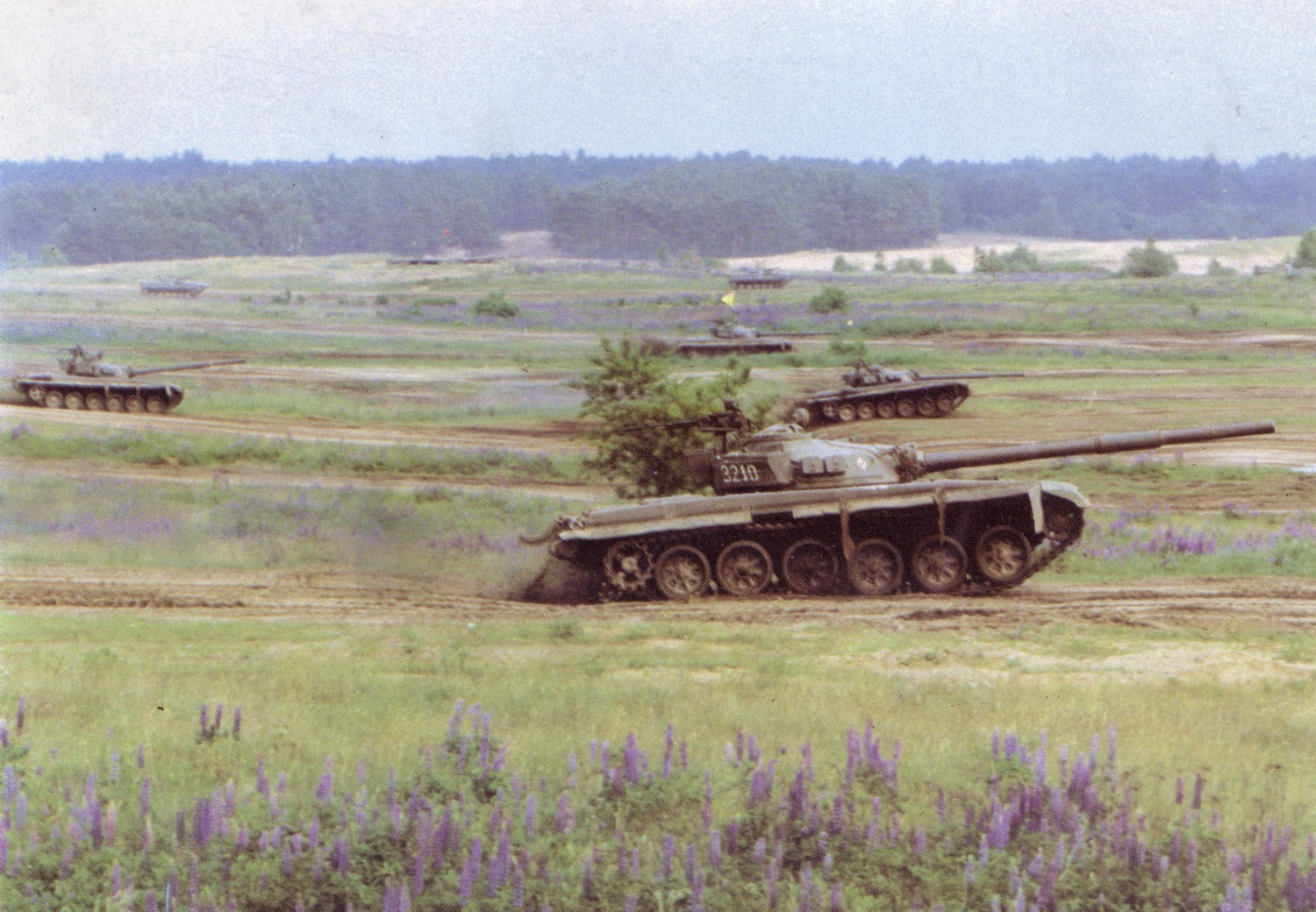
폴란드군의 T-72

폴란드 인민군 육군은 다음과 같은 장비를 보유하고 있었다:(표 참조함)
- 육군 총병력 260,000만 명
- 전차 3,500대
- 보병전투차(APC):4,100대
- 100mm 이상 화기:2,900문

한때 폴란드 인민공화국 육군은 동유럽에서 가장 기계화되고 현대화된 육군을 갖춘 국가였다. 1985년 폴란드 인민공화국 육군은 프랑스, 영국, 이탈리아를 합친 것보다 더 많은 전차를 보유하고 있었다. 그러나 이 기갑세력의 대부분은 노후화된 T-54/55였고, 장갑차 보유댓수의 20%만이 BMP였고 나머지는 SKOT/TOPAS/FUG/FRDM 계열의 도태된 차량들이었다. 장비의 구식화는 기갑세력만의 일이 아니었다. 야포 다수가 M-1988 122mm과 D-30곡사포였으며 중포도 152mm ML-20, D-1등이 아직도 사용되고 있었다. 그러기에 폴란드군의 포병 전력은 소련군의 수준보다 훨씬 미흡했다.

## 대 나토 전선에서의 폴란드 육군

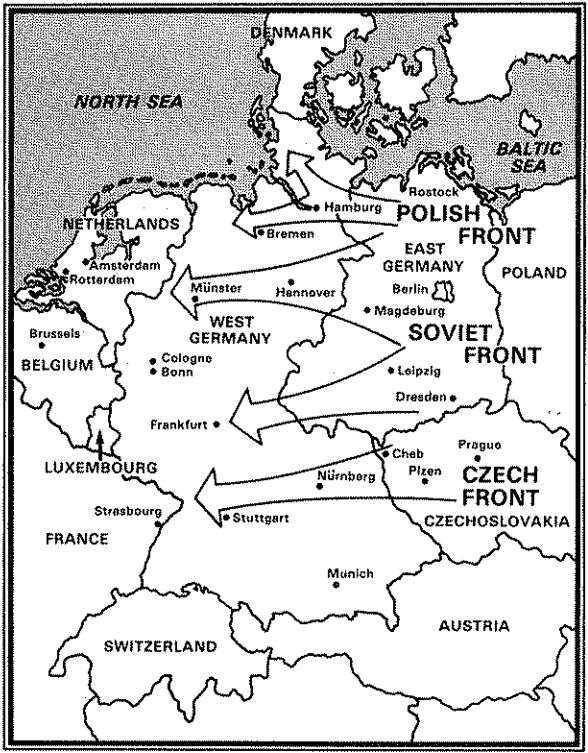
바르샤바 조약군의 침공계획

소련군의 전략제대 구분에 따르면 폴란드 육군은 그 질에 따라 제1전략제대와 제2전략제대로 나뉘고,그 중에 제1 전략제대에 속한 부대는 주동독 소련군과 동독 국가인민군의 공격을 후속 지원하는 역할이었다.  전시에 폴란드 인민군의 세 군구는 각각 세 야전군(1군,2군,4군-2개 군과 1개 전차군)으로 바뀌었다. 포모르스크 군구와 바르샤바 군구에서 편성된 2개 군은 '해안 전선군'에 배속되어 주독소련군의 제2근위전차군,본토에서 증원된 제11근위군, 제28군과 합동해 덴마크로 진격해 NORTHAG의 북쪽 제대/LANDJUT와 교전해야 했다. 1개 군을 구성하는 실레지아 군구의 5개 기갑/기계화사단은 전시에 전차군으로 편제되어 소련군과 함께 CENTAG의 북쪽 제대와 전투할 것이었다. 폴란드의 제6공수사단도 덴마크군의 후방이나 네덜란드, 서독에 강하하는 임무를 맡을 수도 있었다.
포모르스크 군구와 실레지아 군구의 제4,제5,제10,제20 기갑사단,제8,제12 차량화소총병사단을비롯해 장비의 질이 좋고 전투태세를 갖춘 몇몇 사단들과 사단급 지원부대는 소련 야전군에 직속으로 경우에 따라 소련 야전군에 직속으로 편입되기도 할 것으로 예측되었다.
2차 세계대전의 경험으로 반소 친서방 분위기가 만연했던 폴란드에서 폴란드 인민공화국과 공산주의는 폴란드 대중으로부터 지지를 받지 못했다. 그렇기에 폴란드 인민군 역시 사기가 저조할 수밖에 없었다. 보고서는폴란드군은 미군과 캐나다군에게는 '매우 낮은'사기를, 영국,프랑스,벨기에군에게는 '낮은'사기를 보이고, 오직 서독군에만 평균적인 사기를 유지할 것으로 예측했다.
서부에서의 공세작전시 폴란드 육군은 서부 군사작전전역(Teatr Voyennykh Deystviy: TVD)을 지휘하는 소련 원수 휘하에 배속되고,해군과 방공군도 비슷한 과정을 거쳐 폴란드군의 90% 이상이 소련군 통솔에 놓였다. 폴란드인 지휘관에게 남은 부대는 보급부대와 소련의 폴란드 영토 통과를 지원하는 공병/기술부대,후속 예비부대밖에 없었다.
나토의 진격으로 폴란드 영토를 방어해야만 하는 상황일 경우, 유럽 러시아에 주둔하던 90개 차량화,공수,기갑,포병사단이 폴란드 영내로 이동할 예정이었다. 작계에 따르면 최소한 두개의 전선군과 '상당한 규모'의 서부군사작전전역 전략 예비대가 폴란드로 이동할 것이었다. 이 경우 폴란드군의 동원과 소련군의 폴란드내 전개는 상당히 곤란해질 것이었다.

## 같이 보기
- 바르샤바 조약 기구
- 서부군사작전전역
- NORTHAG
- 북부 군집단
- LANDJUT

## 참고 문헌
- (영어) Sadykiewicz, Michael (1987). 《Soviet-Warsaw Pact Western Theater of Military Operations: Organization and Mission》. RAND.
- Sadykiewicz, Michael (1990). 《Organizing for Coalition a Warfare:The Role of East European Warsaw Pact Forces in Soviet Military Planning》. LAND.
- Simon, Jeffrey (1987). 《NATO-WARSAW PACT FORCE MOBILIZATION》. 2015년 9월 20일에 원본 문서에서 보존된 문서.